# Odontosciara nigra
Odontosciara nigra är en tvåvingeart som först beskrevs av Rubsaamen 1894.  Odontosciara nigra ingår i släktet Odontosciara och familjen sorgmyggor. Inga underarter finns listade i Catalogue of Life.